# Igneocnemis kaiseri
Igneocnemis kaiseri – gatunek ważki z rodziny pióronogowatych (Platycnemididae). Endemit Filipin, stwierdzony tylko na wyspie Samar.